# Église fortifiée de Biertan
L'église fortifiée de Biertan (en roumain : Biserica fortificată din Biertan ; en allemand : Kirchenburg von Birthälm) est une église fortifiée luthérienne à Biertan (Birthälm), dans le comté de Sibiu, dans la région de Transylvanie en Roumanie. Elle a été construite par la communauté allemande saxonne de Transylvanie à une époque où la région appartenait au Royaume de Hongrie. Brièvement catholique romaine, elle est devenue luthérienne à la suite de la Réforme. Avec le village environnant, l'église fait partie des villages à églises fortifiées de Transylvanie classées au patrimoine mondial de l'UNESCO.

## Description

### Contexte et église

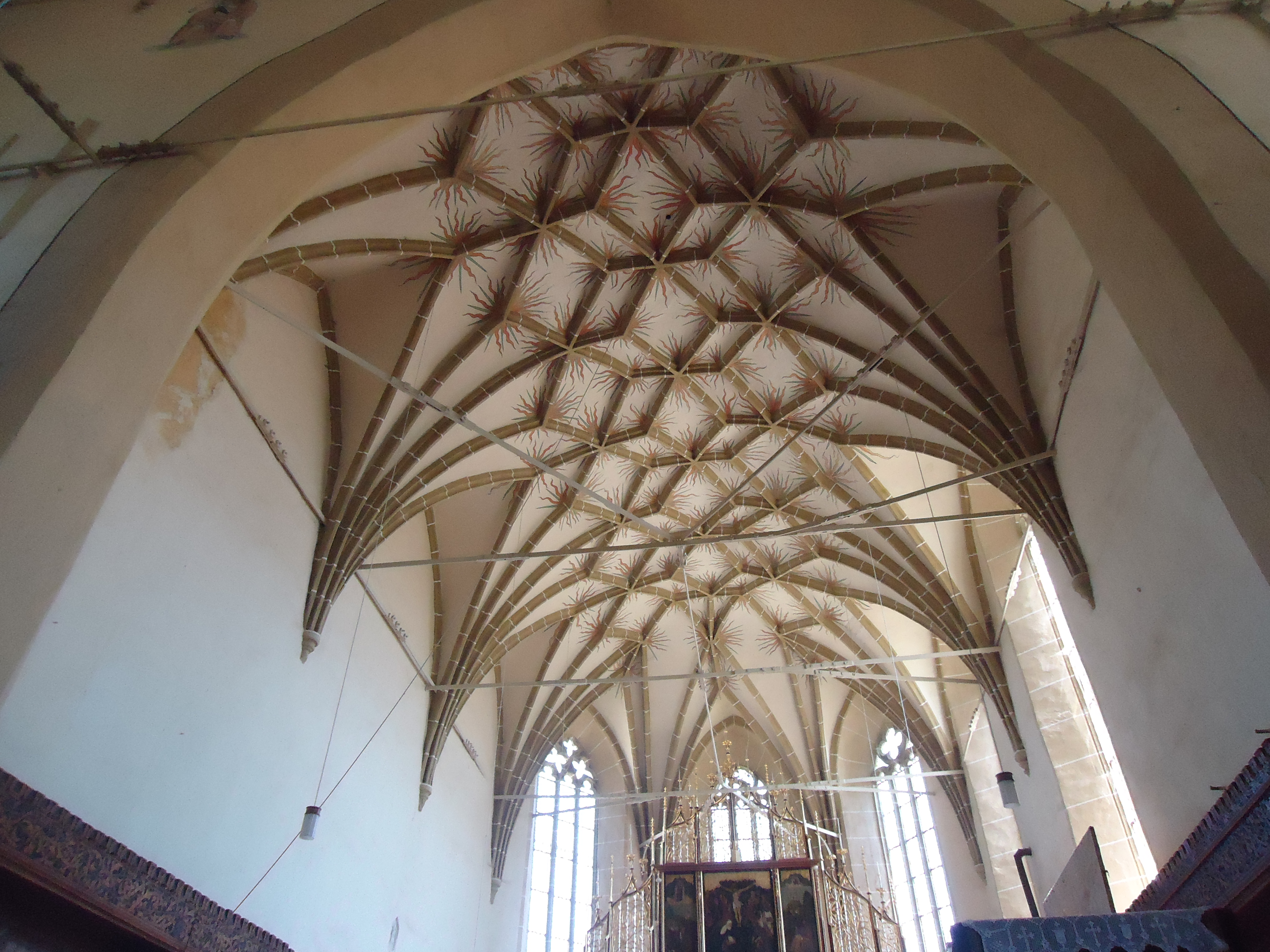
Plafond de la nef

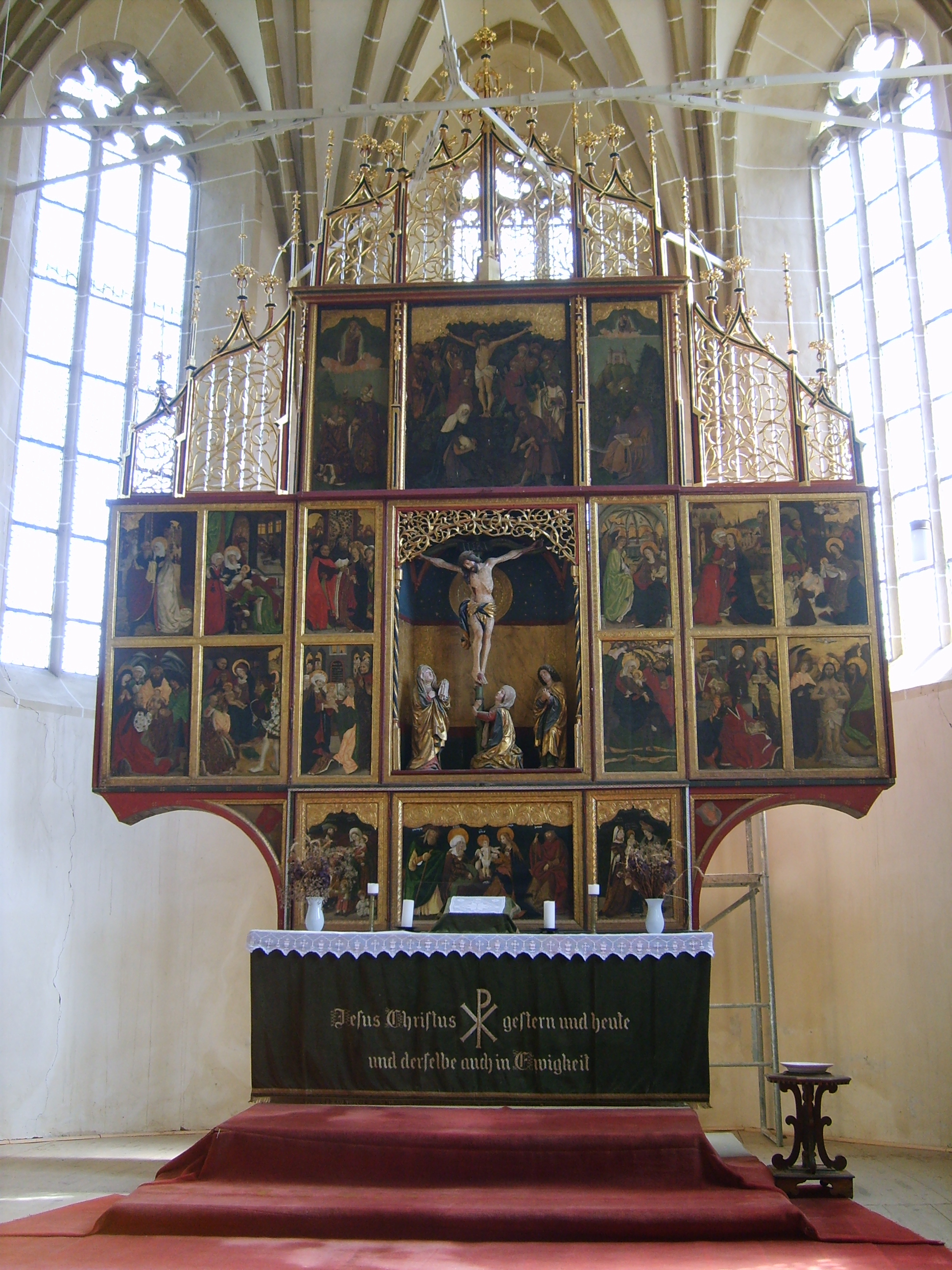
Autel avec polyptyque

Biertan a été fondée par des Saxons de Transylvanie dans le royaume médiéval de Hongrie. Il a été autorisé à organiser un marché, le mettant en concurrence avec ceux de Mediaș et Moșna ; c'était aussi le siège de l'Église luthérienne saxonne de 1572 à 1867. Cela explique l'église élaborée et ses défenses.
L'église-halle à trois nefs conserve une conception proche de l'original, c'était la dernière église de ce type construite en Transylvanie, elle a été bâtie entre 1486 et 1524 sur le site d'une église romane antérieure. Dédiée à la Vierge Marie et construite dans un style gothique tardif avec des touches Renaissance, la structure a été contrainte par le paysage vallonné. Le chœur mesure 18 m de long, avec un plafond voûté d'ogives, tandis que les trois nefs d'égale hauteur sont également voûtées d'ogives. Un niveau défensif au-dessus du chœur comporte des parapets et un créneau. Un deuxième niveau, en bois, a été démoli en 1803. Le retable du polyptyque comporte 28 panneaux exécutés entre 1482 et 1513 par un peintre vraisemblablement formé à Vienne et à Nuremberg. Au centre, un groupe sculpté : un crucifix avec Jésus-Christ suspendu, Marie debout et Marie-Madeleine embrassant la croix. Les panneaux latéraux supérieurs montrent des visions d'Ézéchiel et d'Auguste. La chaire de pierre, qui montre des scènes sculptées en relief, date de 1523. La porte intarsia richement décorée de la sacristie possède une serrure complexe, exposée à l'Exposition universelle de Paris de 1889. Son système central bloque la porte en treize points, assurant la sécurité des objets de valeur conservés dans la sacristie.

### Fortifications et reconnaissance
Le roi a accordé à la ville le droit de porter les armes lorsque l'armée ottomane effrayait les environs. Les Saxons de Transylvanie ont choisi au lieu de construire des forteresses autour des villes, de fortifier les églises. L'église a trois rangées de fortifications extérieures reliées par des tours-portes, neuf au total. La première, à quatre tours, date du XIVe siècle ; la seconde a été construite avec l'église et possède une série d'arcs de renfort ; la troisième, également avec des tours, est des XVIe et XVIIe siècles. La tour-horloge au nord de l'église sert également de porte à l'intérieur des fortifications intérieures. Haut de quatre étages, elle possède un rempart en bois et des parapets. L'horloge est au-dessus du toit en forme de pyramide. Le clocher en bois est situé au nord de l'église, tandis que la tour du mausolée contient les pierres tombales du prêtre qui a construit l'église ainsi que les évêques enterrés à Biertan. La tour catholique a été utilisée par les quelques Saxons qui n'ont pas adhéré à la Réforme mais ont conservé leur foi catholique romaine. Sa chapelle (vers 1520 – 1530) présente un rare exemple de peinture murale transylvanienne du XVIe siècle, faisant exception à l'esthétique austère qui prédominait. Le terrain contient une "prison matrimoniale" où les couples souhaitant divorcer étaient confinés afin qu'ils puissent être sûrs de vouloir mettre fin à leur mariage. Le blocage durait deux semaines, bien que le couple puisse partir avant s'ils se réconciliaient. Ils devaient partager un lit simple, une assiette et une cuillère. Pendant les trois siècles que les évêques ont résidé à Biertan, un seul couple a fini par divorcer.

L'église a été occupée et pillée en 1704, pendant la guerre d'indépendance de Rákóczi. Elle a subi des dommages lors du tremblement de terre de Vrancea en 1977 et a ensuite subi des travaux de restauration entre 1983 et 1989. Depuis 1990, les Saxons viennent chaque année à Biertan pour célébrer leur patrimoine. En 1993, Biertan et son église fortifiée ont été déclarés site du patrimoine mondial de l'UNESCO ; il a été rejoint par six autres localités en 1999 pour former les villages aux églises fortifiées du site de Transylvanie,. De plus, l'église est classée monument historique par le ministère roumain de la Culture et des Affaires religieuses, chacune des trois fortifications étant considérée comme un monument distinct. Biertan a fait l'objet de deux timbres-poste de 2011, une émission conjointe entre l'Allemagne et la Roumanie. 

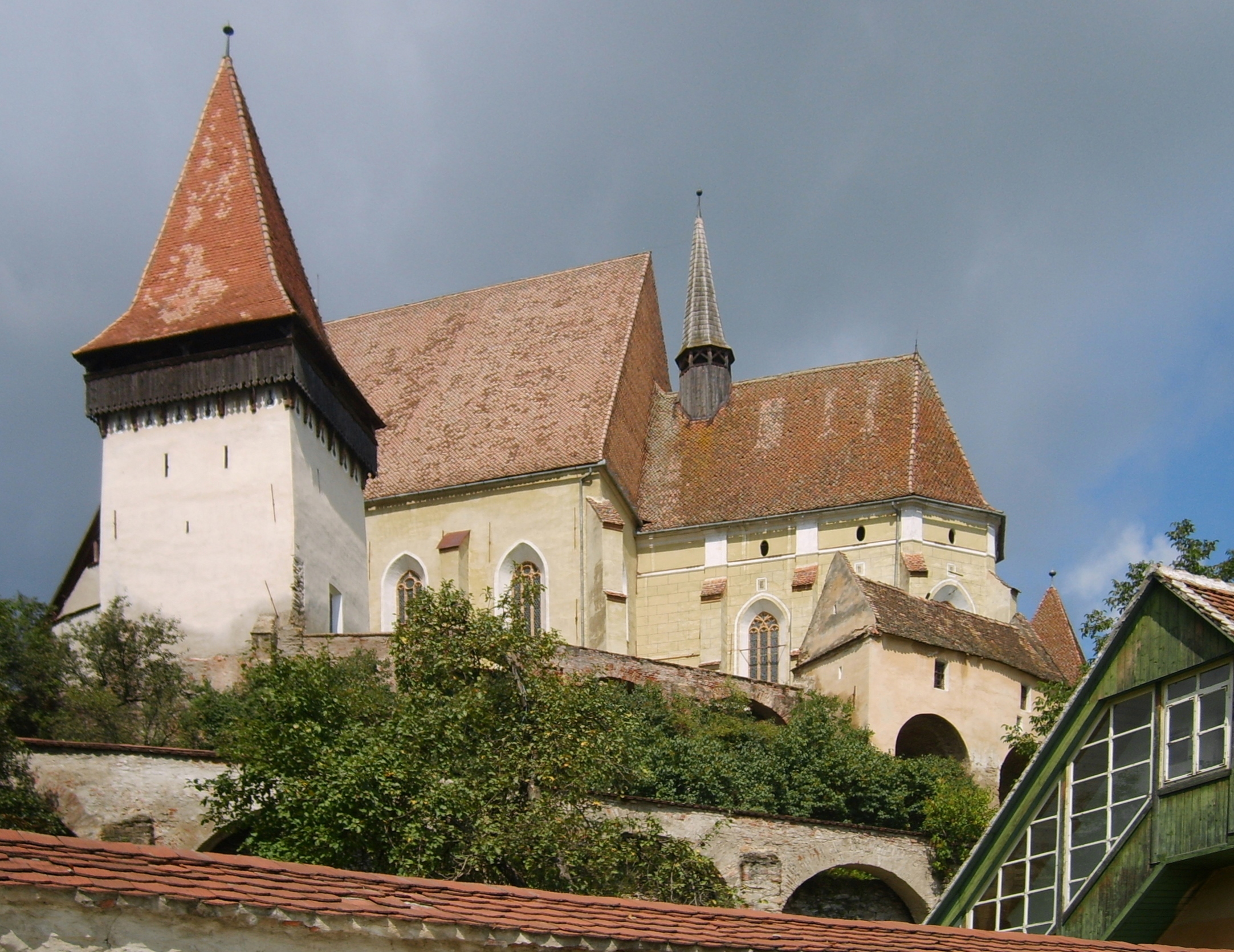
L'église et ses trois ensembles de murs
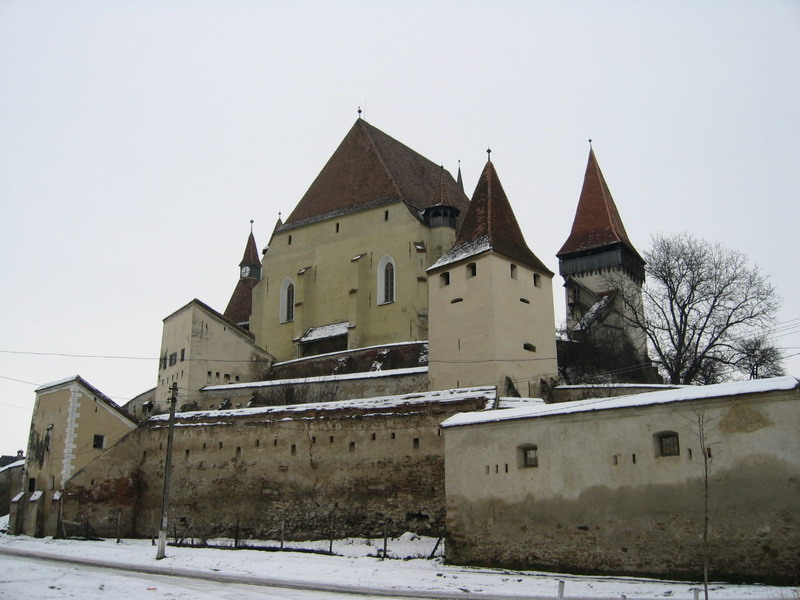
Vue similaire en hiver
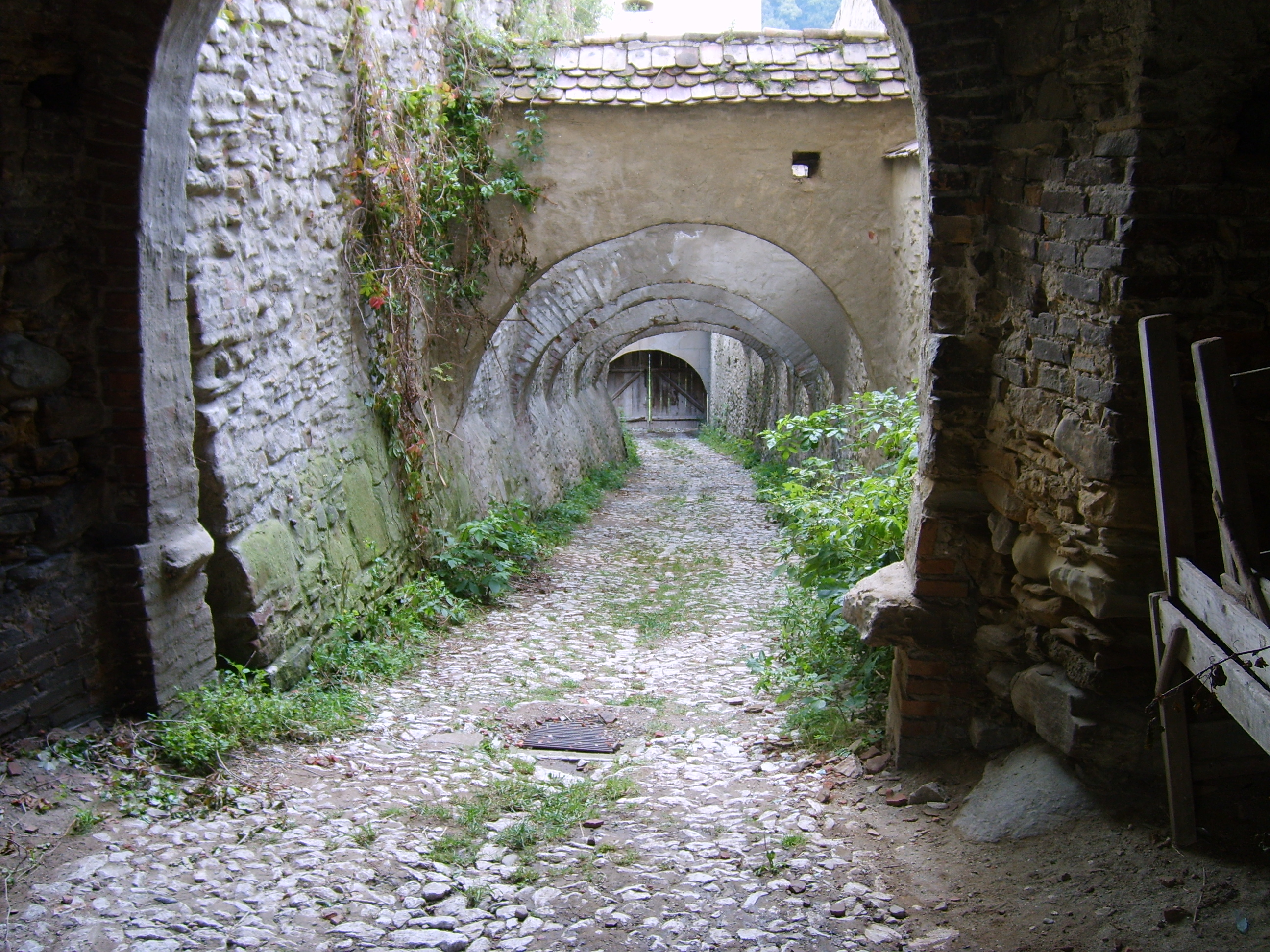
Entrée des fortifications
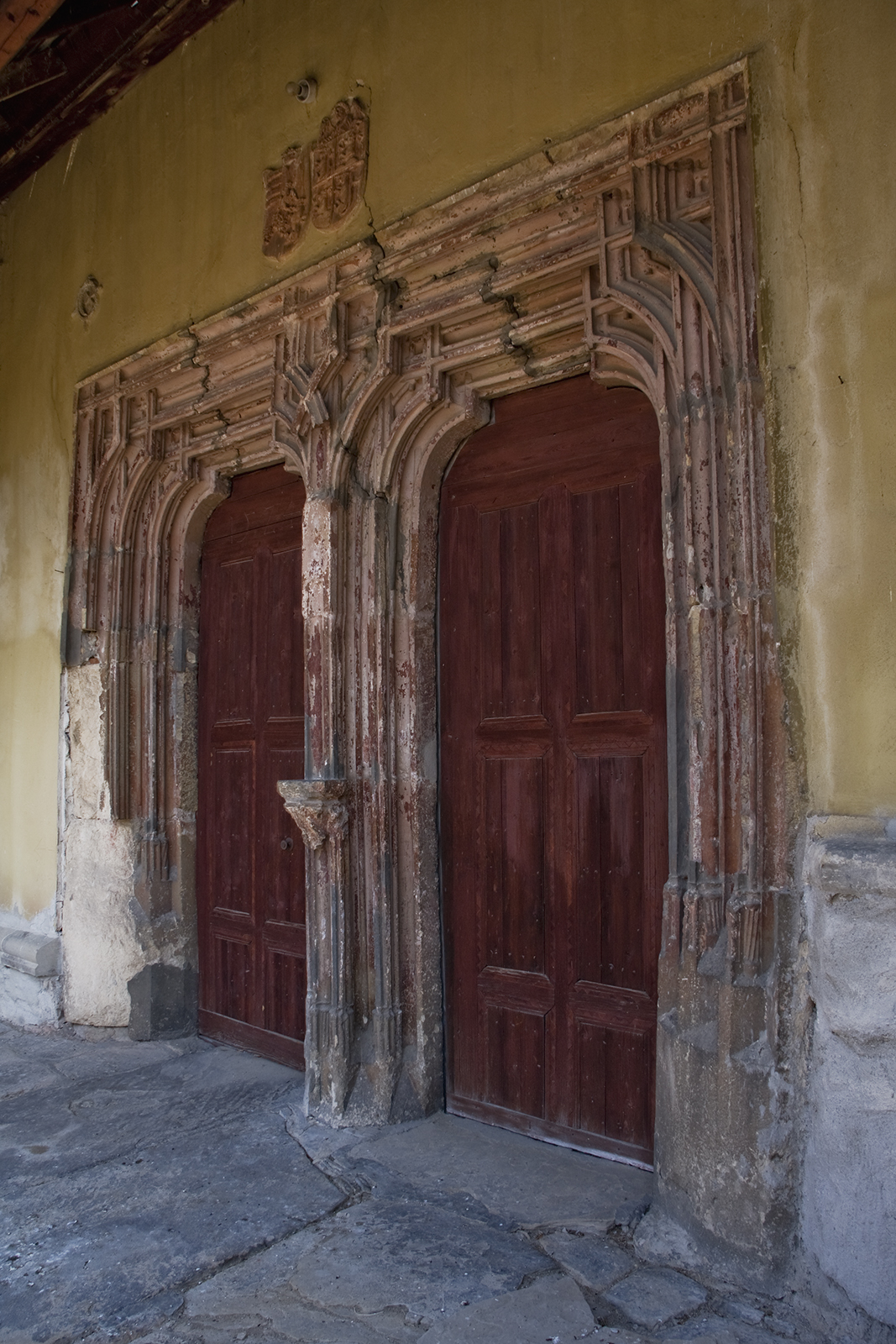
Porte latérale de l'église
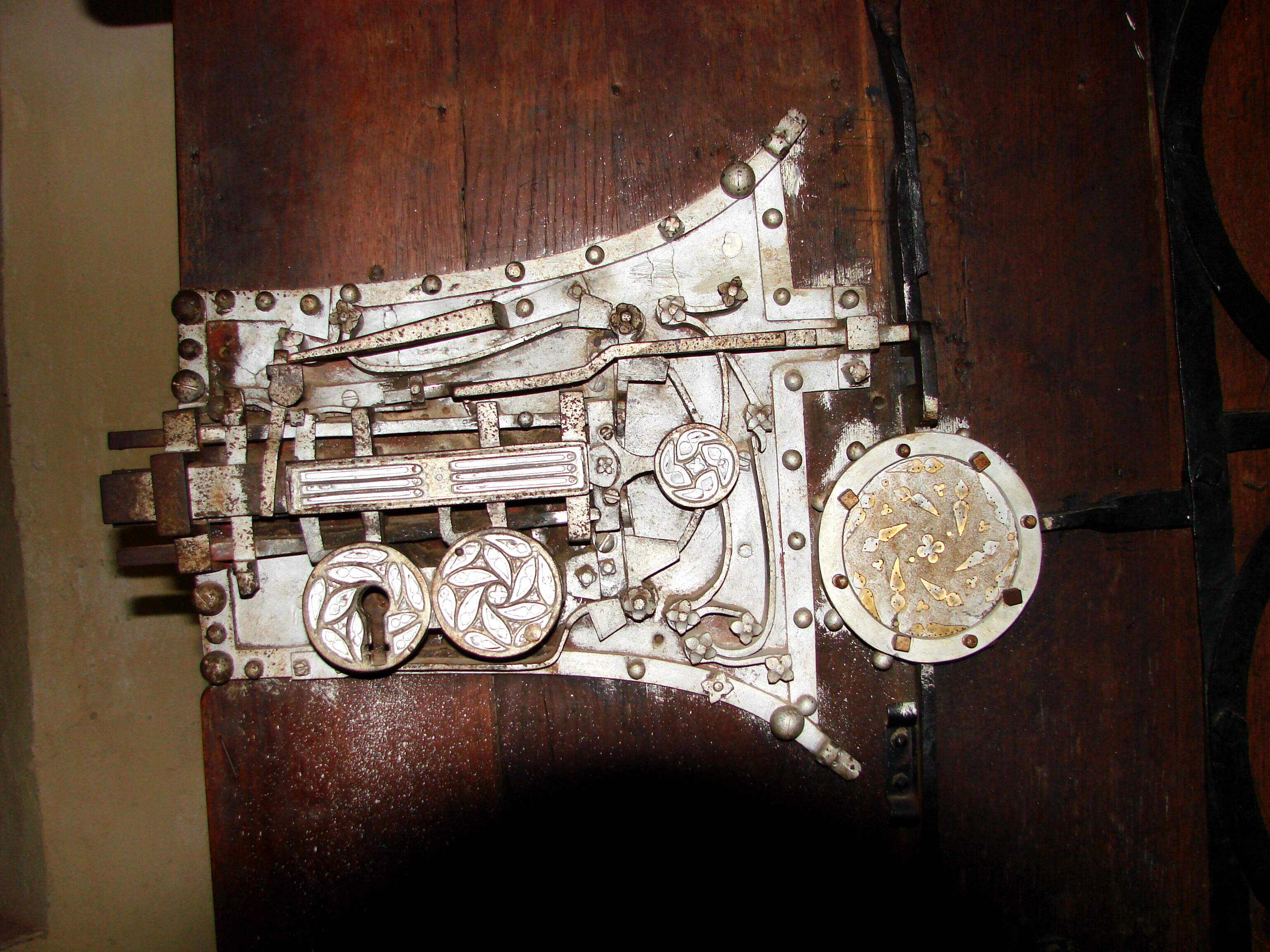
Serrure de la sacristie
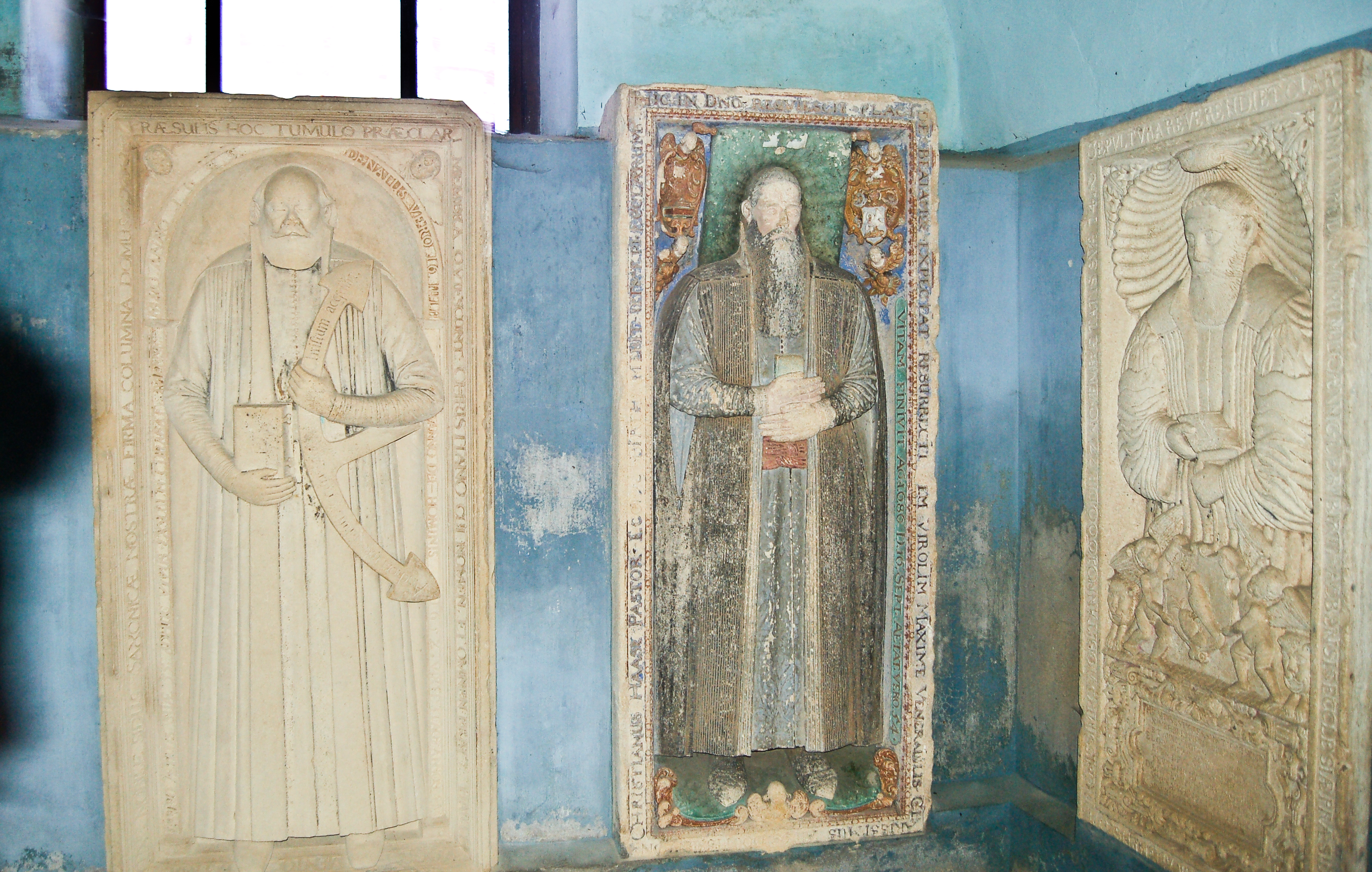
Tombeaux
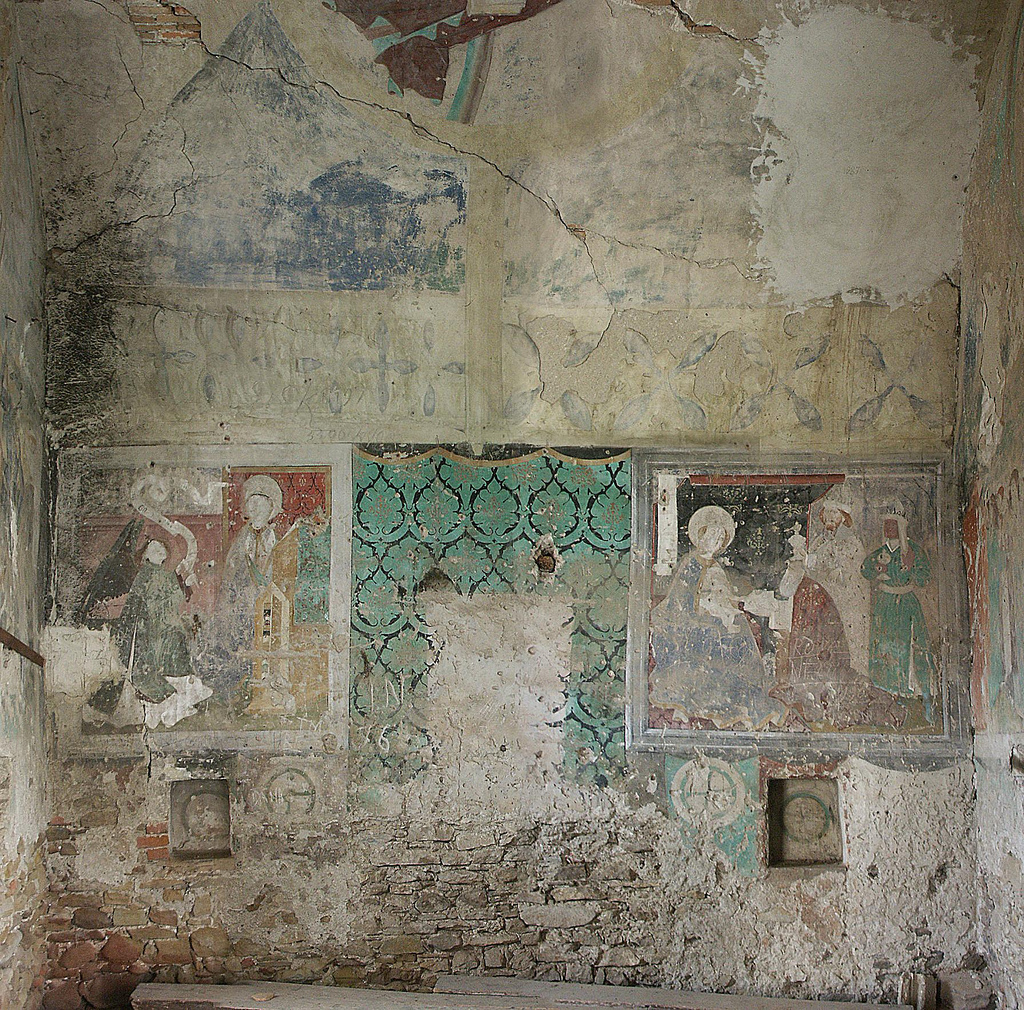
Fresques dans la tour catholique
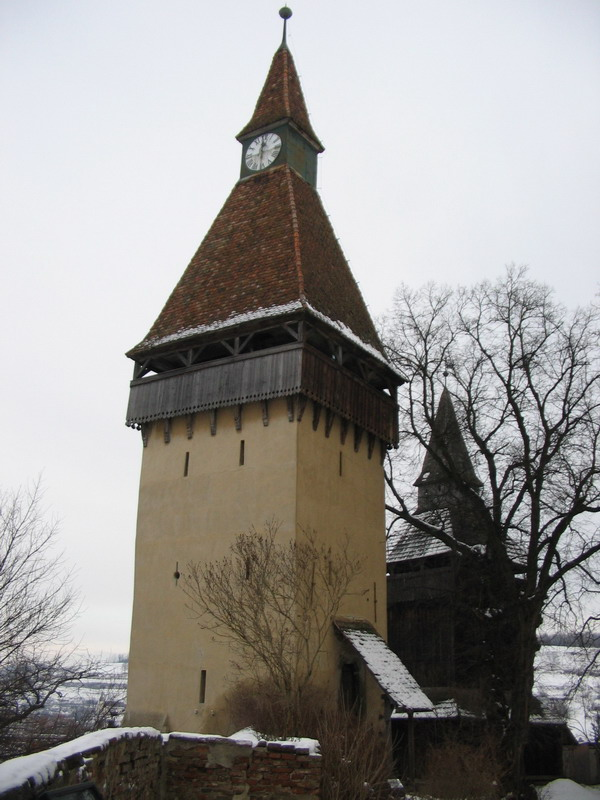
Tour clocher
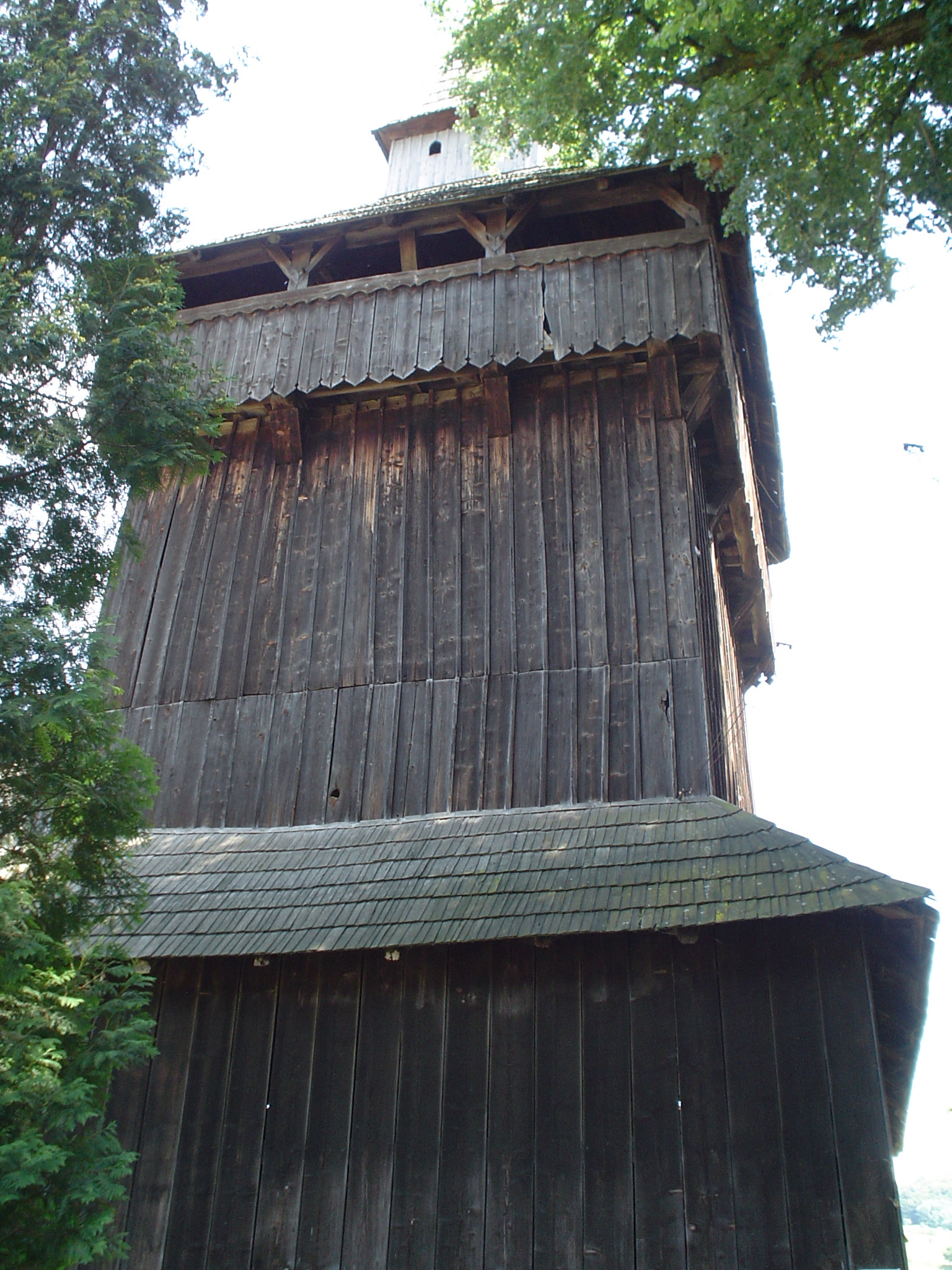
Eglise fortifiée
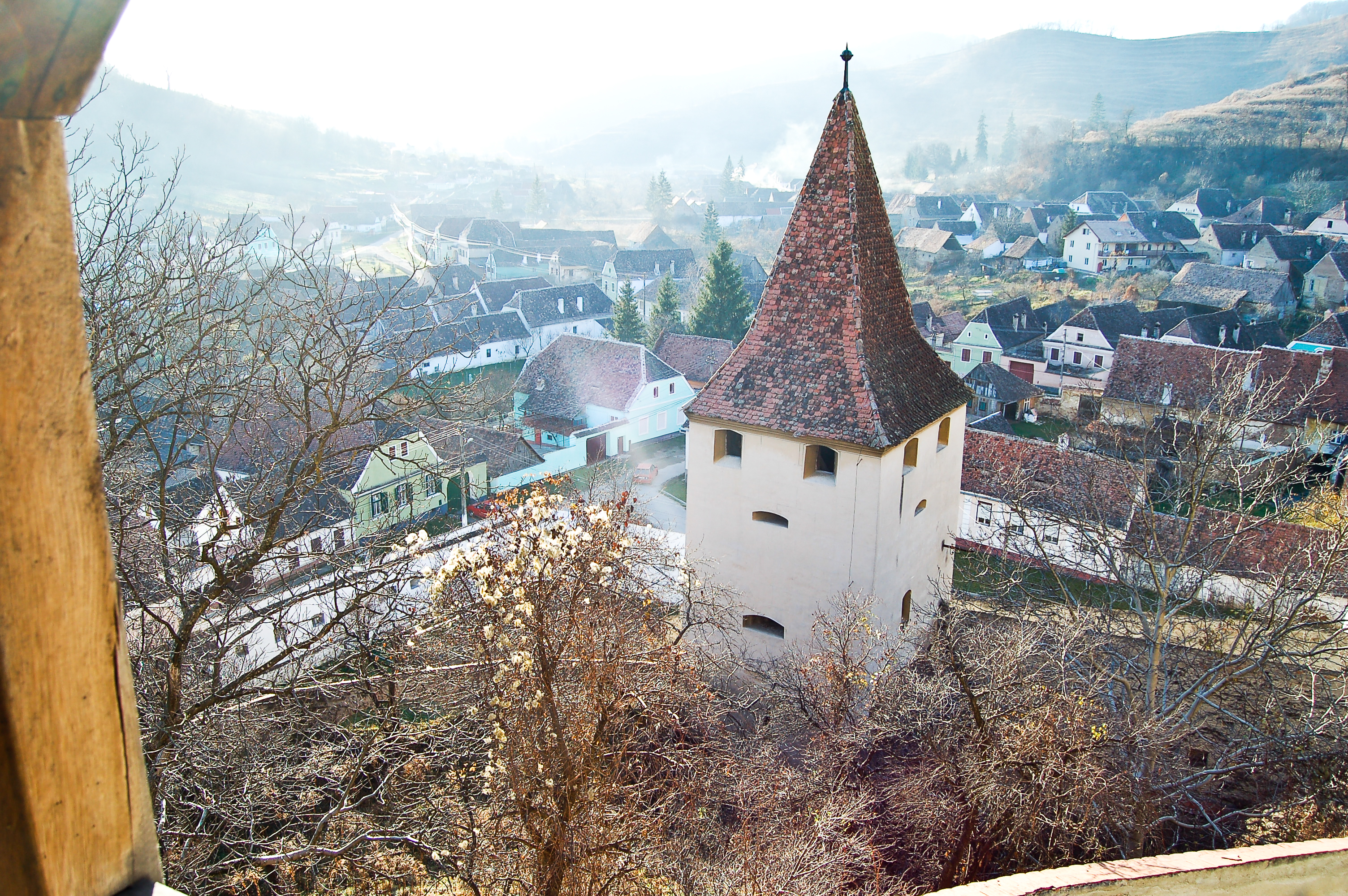
Village et porte
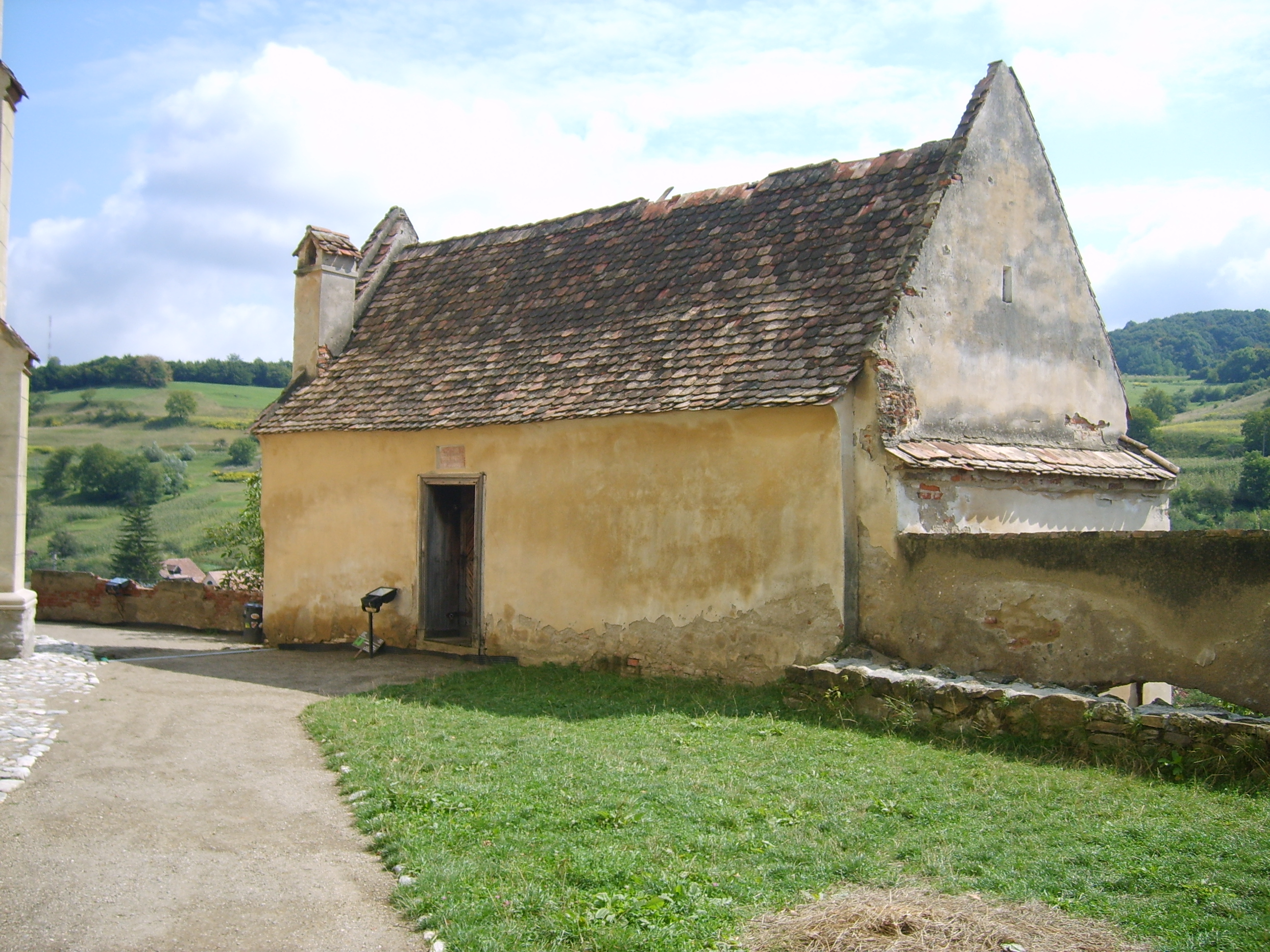
Maison pour couples divorcés
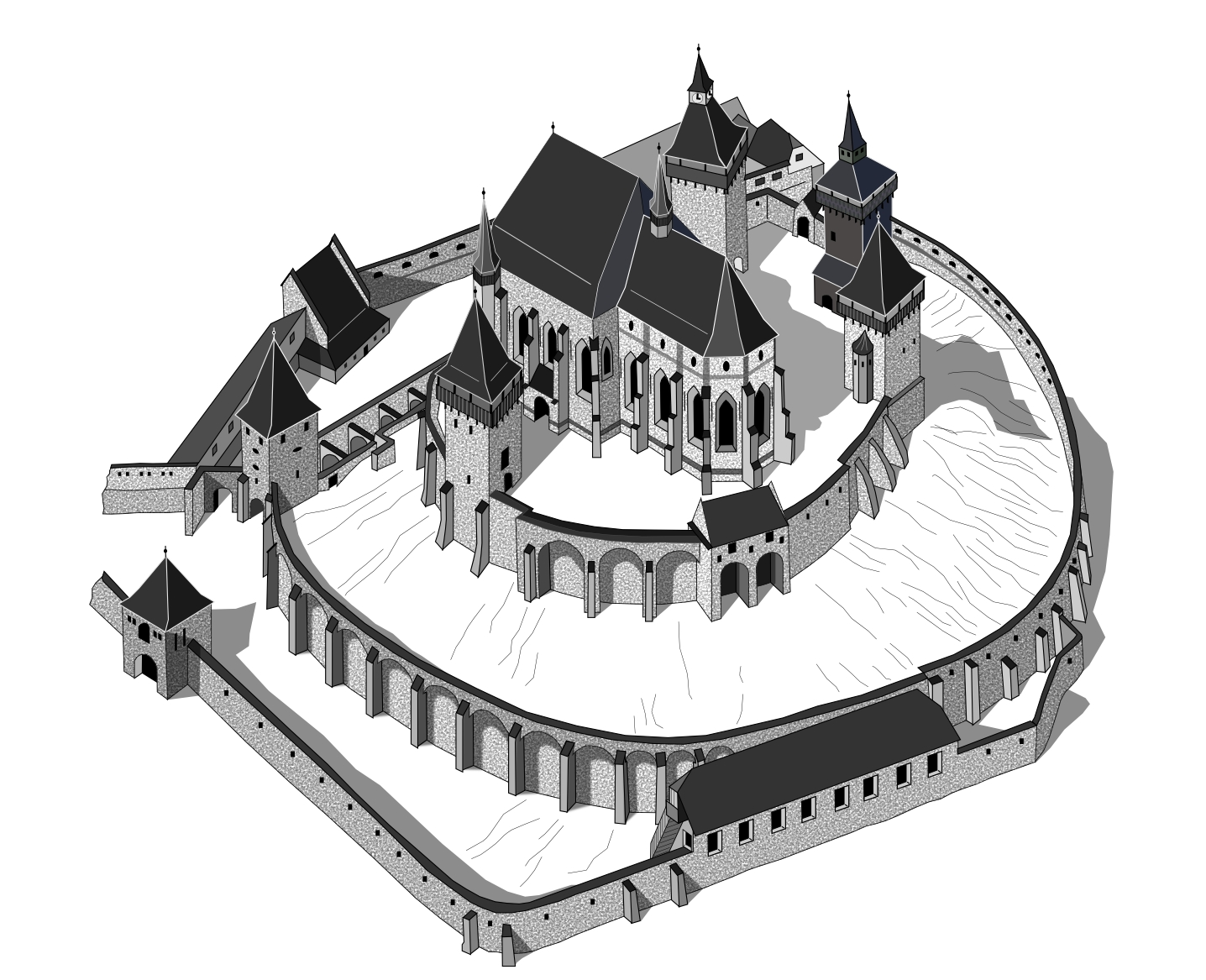
Plan